# Sonipat (distrikt)
Sonīpat är ett distrikt i Indien.   Det ligger i delstaten Haryana, i den norra delen av landet, 50 km nordväst om huvudstaden New Delhi. Antalet invånare är 1 450 001. Arean är 2 260 kvadratkilometer.
Terrängen i Sonīpat är mycket platt.
Följande samhällen finns i Sonīpat:
- Sonipat
- Gohāna
- Ganaur
- Kharkhauda